# Luwuk
Luwuk est une ville d'Indonésie dans l'île de Sulawesi.
C'est le chef-lieu du kabupaten de Banggai dans la province de Sulawesi central. Sa superficie est de 101,43 km2.
Il ne faut pas confondre Luwuk avec le kabupaten de Luwu dans la province de Sulawesi du Sud.

## Tourisme et transport
Luwuk est un point de départ pour les îles Banggai et les îles Togian.
Luwuk est desservi par l'Aéroport Syukuran Aminuddin Amir, et est relié par avion à Palu, la capitale de la province de Sulawesi central, et à Manado, la capitale de la province de Sulawesi du Nord.